# Oskar Näslund
Oskar Johannes Näslund, född 24 januari 1866 i Håsjö socken, död 9 februari 1948 i Östersund, var en svensk flottledstekniker.
Oskar Näslund var son till skogsinspektoren Anders Näslund. Efter läroverksstudier i Östersund genomgick han Tekniska skolan i Stockholm 1889–1891 och arbetade samtidigt på Carléns ornamentsbildhuggarverkstad. Han var 1892–1901 tjänsteman vid Gimåns flottningsförening och innehade hos Luleälvs flottningsförening befattningen som inspektor vid Sävasts sorteringsverk 1901–1904 och flottningschef 1905–1909. 1910–1927 var han flottningschef i Gimåns flottningsförening. Näslund gjorde betydande insatser för skogsflottningens praktiska och teoretiska utveckling. Efter omfattande studier i svenska, norska och finska flottleder utgav han 1915 Flottningsmateriel och flottledsbyggnader, ett planschverk med konstruktionsritningar och textförklaring. Han fortsatte därutöver sitt intresse för skulptur och skapade en stor samling modeller som han 1912, 1917 och 1922 donerade till Tekniska högskolan i förhoppning att där få till stånd undervisning i flottledsteknik. 1916 påbörjade Näslund modellbyggandet av de norrländska vattensågarna, vilken resulterade i en stor gåva till Skogshögskolan 1945. Han utgav inom det området monografierna Sågar (1937) och Sågmodeller (1944). För sin verksamhet belönades han 1917 av Vetenskapsakademien med Arnbergska priset. Näslund var även engagerad inom Föreningen Heimbygda i Östersund och gjorde flera donationer till länsmuseet. Han tog även initiativet till uppförandet av ett skogsby vid Jamtli. Han skänkte ett tjugotal skulpturer, målningar och gravyrer till Jämtlands läns konstförening och var verksam inom skytterörelsen.